# A sötét erdő
A sötét erdő (kínaiul: 黑暗森林) Liu Ce-hszin (Liu Cixin) (pinjin: Liú Cíxīn) kínai író 2008-as sci-fi regénye. A Hugo-díjas A háromtest-probléma című regény folytatása, A háromtest-trilógia második része. Magyar nyelven 2018-ban jelent meg Dranka Anita fordításában, az Európa Könyvkiadó kiadásában.

## Cselekmény
Az ENSZ megalakítja a Planetáris Védelmi Tanácsot (PVT), hogy koordinálja a triszolárisziak várható támadása elleni előkészületeket. A trizsolárisziak hatalmas inváziós flottát indítottak, amely körülbelül négyszáz év múlva éri el a Földet. A Trisolarisról (ami a könyvben az Alfa Centauri hármascsillag neve) küldött szubatomi, félig mesterséges intelligenciák, az úgynevezett szofonok azonban már elérték a Földet. Ezek a tizenegy-dimenziós számítógépek a nemzeti titkok és magánbeszélgetések megfigyelését végzik, és megzavarják a részecskegyorsítók működését, hogy a flotta megérkezéséig megakadályozzák az új felfedezéseket az alapvető kölcsönhatások fizikájában. Mivel a szofonok nem képesek gondolatolvasásra, a PVT úgy dönt, hogy a folyamatos katonai fejlesztés mellett négy embert Falképzőnek neveznek ki. Ők hozzáférést kapnak az ENSZ erőforrásaihoz és olyan stratégiai terveket dolgoznak ki gondolatban, amelyekről csak ők maguk tudnak, hogy azokat titokban tartsák az ellenség előtt. Ennek következtében az is szükségessé válik, hogy félrevezessék és megtévesszék az emberiséget, ezért tetteikre és parancsaikra nem kell magyarázatot adniuk, bármilyen érthetetlenek és látszólag értelmetlenek is legyenek azok. Három Falképzőt korábbi érdemeik alapján választanak ki: Frederick Tyler, az Egyesült Államok volt védelmi minisztere; Manuel Rey Diaz, Venezuela volt elnöke és nukleáris mérnök; valamint Bill Hines, az EU volt elnöke és idegtudós. Általános meglepetésre a negyedik Falképzőnek Luo Jit, egy ismeretlen kínai szociológiaprofesszort neveznek ki, aki lusta és ambíciótlan. A történetből kiderül, hogy Luót azért választották ki, mert a Trisolaris valamiért fenyegetést lát benne, és utasította a Föld-Trisolaris Mozgalom (FTM) tagjait a meggyilkolására. A triszolárisziak ellenlépésként három FTM-tagot Faltörőnek neveznek ki. Nekik kell Tyler, Rey Diaz és Hines után kémkedniük, hogy felfedezzék és tönkretegyék a stratégiájukat. Eközben egy kínai haditengerészeti tisztet, Csang Pej-hajt (pinjin: Zhang Beihai) Kína új űrhadseregébe vezénylik; ő rendíthetetlenül bízik az emberiség győzelmében, és hibáztatja a többi tisztet azok defetizmusáért. Csang titokban meggyilkol néhány tudóst, akik az űrhajók kémiai meghajtásának fejlesztését szorgalmazzák, így ezután a nem-kémiai sugárhajtások és az irányított fúziós hajtóművek kutatása kap prioritást. Jóváhagyják a javaslatát, hogy a jövő nemzedékek defetizmusa elleni küzdelem céljából hibernációba vonuljon.
Tyler falképző kis méretű, nukleáris fegyverekkel felszerelt kamikaze űrrepülőgépek raját tervezi, de a faltörője nyilvánosságra hozza titkos tervét, mely arra irányul, hogy az FTM-mel együttműködve becsapja a földi, majd később a triszoláriszi erőket is. (A könyv kínai eredetijében Tyler terve gömbvillámokat és makrofúziós fegyvereket tartalmaz.) Öngyilkos lesz, miután az ENSZ figyelmen kívül hagyja azt a vágyát, hogy háborús bűnösként elítélje annak érdekében, hogy megszabadulhasson falképző státuszától.
Rey Diaz falképző hatalmas nukleáris robbanófejek finanszírozását kéri, és fel is robbant egyet a Merkúron, de a faltörője az ő titkos tervét is leleplezi: olyan nukleáris mechanizmust akar építeni, amely képes a Merkúrt a Napba lökni, ami a Naprendszer többi részét felemésztő koronakidobódáshoz vezetne, majd ezzel a Trisolarist is kölcsönösen biztosított pusztulással fenyegetné. A következő PVT meghallgatáson az USA úgy dönt, hogy megsérti a diplomáciai mentességét és letartóztatja, ám Rey Diaz megszökik. Úgy tesz, mintha egy kapcsoló lenne nála, amely képes elpusztítani New Yorkot, amint őt megölik. Venezuelába visszatérve a lakosság háborús bűnösként gyalázza, és a feldühödött csőcselék halálra kövezi.
Hines falképző kísérleteket végez az intelligencia felerősítésére, és eközben felfedezi a hit elmébe történő beültetésének módját. Az ENSZ engedélyezi a katonáknak, hogy Hines mentális pecsétjét a Trisolaris elleni győzelembe vetett hit beültetésére használják, ami a defetizmus megfékezésének ellentmondásos eszköze. Hines úgy dönt, hogy hibernációba vonul. Amíg alszik, programját az emberiség elleni bűntettnek nyilvánítják és megszüntetik.
Luo, a negyedik falképző (nevének egyik jelentése: logika) nem hajlandó dolgozni, ehelyett a hatalmát arra használja fel, hogy luxusban éljen. Megkéri Si Csiangot (pinjin: Shi Qiang) (az előző regényben Vang Miao [pinjin: Wang Miao] nyomozótársa, aki most a Falképző projekt biztonsági tisztjeként dolgozik), hogy keresse meg neki azt a nőt, aki ugyanolyan, mint a képzeletében létező – a regénye számára teremtett figura –  ideális nő. Si így találja meg Csuang Jant (pinjin: Zhuang Yan). Csuang Luo mellé költözik, végül feleségül megy hozzá, és egy lányt, Hszia Hsziát (pinjin: Xia Xia) szüli. Öt év együttélés után Csuang és Hszia a triszoláriszi flotta érkezésének várható időpontjáig hibernációba vonul, hogy arra kényszerítsék Luót, hogy ha újra velük élni, akkor dolgozzon ki valami módszert az inváziós flotta megállítására. Luo kétségbeesetten keresi a módját, hogy megvédje Csuangot és Hsziát: visszagondol egy sok évvel azelőtti temetői beszélgetésre egykori tanárával, Je Ven-csiével (pinjin: Ye Wenjie), az FTM egykori parancsnokával, és rájön bizonyos igazságokra a galaktikus civilizációkról. Ennek megfelelően Luo megszervezi, hogy egy 49,5 fényévre lévő csillag űrbéli elhelyezkedését kisugározzák az egész galaxisba, a Napot használva erősítőként. Hibernációba vonul, és kéri, hogy ébresszék fel, miután észreveszik az üzenet hatását. Négy évvel később egy obszervatórium az űrpor nyomon követésével észleli, hogy a triszoláriszi flotta pontosan azon a napon gyors szondákat indított, amelyek az előrejelzések szerint mindössze kétszáz év múlva érik el a Földet.
Kétszáz évvel később Luo, Hines és Hines felesége, Keiko Yamasuki gazdagabb, fejlettebb társadalomban ébred, amelyben a szofonok folyamatos szabotázsa miatt nem történt előrelépés a részecskefizika és a szuperszámítógépek terén. A Földnek most már több ezer űrhajója van, amelyek nagyobbak és gyorsabbak, mint a Trisolaris ezer hajója. Az FTM megszűnt. Az ENSZ biztos a győzelemben, és abszurditásként írja le a régi Falképző projektet. Yamasuki elárulja, hogy ő volt az utolsó faltörő, és leleplezi Hines tervének titkos részét: a hitet beültető eszközt megfordították, ami miatt az alanyok úgy hitték, hogy a győzelem lehetetlen, ezért összeesküdtek a Földről való menekülésre. A földi űrflotta aggódik, hogy az eszköz a szökés híveinek titkos társaságát hozta létre, ezért kihozza Csang Pej-hajt a hibernációból, hogy nyomozzon. Csang, aki titokban mindvégig vereségpárti volt, megragadja a pillanatot, hogy a legnagyobb űrhajó legénységét elaltassa, és a hajót kivezesse a Naprendszerből. Az űrflotta négy hajót küld Csang után. Eközben az első triszoláriszi szonda elhalad a Jupiter mellett. Az emberiség erőfitogtatásképpen kétezer hadihajót indít, hogy elfogja. A szonda azonban váratlanul aktiválódik, és belerohan az emberiség hadihajóiba, könnyedén átszúrva azok üzemanyagcelláit, mert olyan ultraerős anyagból épült, amelyet közvetlenül az erős kölcsönhatás tart össze. A nagy sebességű ütközések és az ebből eredő termonukleáris láncreakciók által generált hatalmas törmelékmező miatt csupán két hadihajónak sikerül a mélyűrbe menekülnie, majd a legénységük úgy dönt, hogy inkább elmenekül a Naprendszerből, minthogy visszatérjen.
A vereség hírére a földi társadalomban tömeghisztéria tör ki. A Csangot üldöző négy hadihajó legénysége úgy dönt, hogy csatlakozik hozzá. Végül azonban mindegyik legénység arra a következtetésre jut, hogy a többi legénység megölésével és hajóik erőforrásainak megszerzésével maximalizálhatják esélyeiket a távoli csillagrendszerek elérésére, és a küzdelmek során végül csak egy hajó marad. A Naprendszer másik oldalán is a két menekülő hajó közül az egyik megöli a másik legénységét. Luo elmagyarázza, hogy ezek az események megerősítik korábbi elméletét: a galaxisban mindenütt van élet, de az exponenciális növekedés és a korlátozott erőforrások miatt minden galaktikus civilizáció számára nagyon erős az ösztönzés, hogy minden másikra megelőző és megsemmisítő csapást mérjen. Az egyetlen dolog, ami ezt megakadályozhatja, ha a civilizációknak sikerül titokban tartaniuk tartózkodási helyüket. Ez megmagyarázza a Fermi-paradoxont. Luóból ismét falképző válik, miután az ENSZ észreveszi, hogy a Luo által korábban megjelölt csillagot megsemmisítette egy közel fénysebességgel haladó relativisztikus tömeg, amelyet valószínűleg egy harcias, hiperfejlett civilizáció küldött. Luo stratégiája az volt, hogy a Trisolarist fegyverszünetre kényszeríti, azzal zsarolva őket, hogy az ő helyzetüket is kisugározza. A triszolárisziak azonban ezt úgy akadályozzák meg, hogy a Föld egyik Lagrange-pontjánálparkoló szondájukkal elektromágneses interferenciával árasztják el a Földet. Luo látszólag feladja, és csatlakozik a kormányügynökökhöz és azok Hó projektjéhez, amely hiábavaló kísérlet arra, hogy atombombák segítségével hatalmas törmelékfelhőket hozzanak létre, amellyel nyomon követhtik a Trisolaris flottájának hátralévő útját. Luo alkoholizmusba süllyed, miután a közvélemény kitaszítja, mert nincs terve a Trisolaris legyőzésére. A bombákba azonban üzenetet kódolt: a robbanáskor keletkező, pontosan elhelyezett porfelhők hatására a Nap a külső megfigyelő számára villogni fog, és így egyfajta morzekódként továbbítja a triszolárisziak helyzetét. A Trisolaris kénytelen fegyverszünetet kötni a Földdel, átirányítja a kolonizációs flottáját, és átadja az emberiségnek a gravitációs hullámadók előállításának képességét.
Az epilógusban a kormányügynökök támogatják Luo munkáját, és beleegyeznek, hogy a feleségét és a lányát kihozzák a hibernációból, hogy újra együtt lehessenek. Luo rövid beszélgetést folytat a pacifista triszoláriszival, aki annak idején még Je Ven-csiével létesített kapcsolatot, és aki most azt sugallja neki, hogy a sötét erdő ellenére a szerelem magjai az univerzum más területein is jelen lehetnek.

## Szereplők
- Je Ven-csie – asztrofizikus, aki kapcsolatot létesített a Föld és a Trisolaris között. A Föld-Trisolaris Mozgalom (FTM) szellemi vezetője.
- Mike Evans – az FTM vezére és finanszírozója; az előző kötetben megölték.
- Vu Jüe (pinjin: Wu Yue) – a Kínai Népi Felszabadító Hadsereg (PLA) haditengerészetének kapitánya.
- Csang Pej-haj – a PLA haditengerészetének politikai biztosa. Meggyilkolja a kémiai rakétameghajtás kutatásának támogatóit annak érdekében, hogy garantálni tudja a plazma-hajtóművek fejlesztését. A Természetes Kiválasztódás megbízott parancsnokának nevezik ki, majd a flottatiszteknek szánt „mentális pecsét” segítségével elmenekül a Naprendszerből.
- Csang Vej-sze (pinjin: Chang Weisi) – a PLA tábornoka és Csang Pej-haj munkatársa. Az emberiség űrbéli haderejének első parancsnoka és defetista, aki irigyli Csang triumfalizmusát.
- George Fitzroy – amerikai tábornok, a Planetáris Védelmi Tanács (PVT) koordinátora; a Hubble II projekt katonai összekötő tisztje.
- Albert Ringier – a Hubble II csillagásza.
- Jang Csin-ven (pinjin: Yang Jinwen) – nyugdíjas középiskolai tanár Pekingben.
- Miao Fuqian – szénipari igazgató Sanhsziból; Csang és Jang szomszédja.
- Csang Jüan-csao (pinjin: Zhang Yuanchao) – nemrégiben nyugdíjazott gyári munkás Pekingben.
- Si Csiang, becenevén „Ta Si”, azaz „nagy Si” – a falképzők biztonsági főnöke. Luo Ji számára felkutatja álmai nőjét. Leukémiája miatt Luo Jivel együtt hibernálja magát az ítéletnapi csatára, amelyben több alkalommal is megmenti az életét egy gyilkos számítógépes vírustól.
- Si Hsziao-ming (pinjin: Shi Xiaoming) – Si Csiang fia.
- Kent – a PVT összekötő tisztje. Luo Ji falképző mellé kirendelt biztonsági ember. Legjobb igyekezete ellenére sem sikerül fizikailag megvédenie Luo Jit egy földalatti bunkerben, így Luo Jit biofegyver fertőzi meg. Idősen hal meg Luo Ji birtokán.
- Say főtitkár – az ENSZ főtitkára. A Falképző projekt létrejöttét felügyeli, és Luo Jit választja arra játszva, hogy Luo Ji valami miatt jelentőséggel bír a Trisolaris számára, és ez sikert jelenthet az emberiségnek. Megkísérli létrehozni az Emberiség Emlékezetének Projektjét az emberi kultúra katalogizálására, amit a Planetáris Védelmi Tanács defetistának ítél és megsemmisít.
- Keiko Yamasuki – idegtudós, Hines felesége.
- Garanin – a PVT soros elnöke.
- Ting Ji (pinjin: Ding Yi) – elméleti fizikus.
- Csuang Jan – a Központi Művészeti Akadémia végzőse, Luo Ji felesége.
- Ben Jonathan – a Flottaközi Konferencia különleges biztosa.
- Tung-fang Jan-hszü (pinjin: Dongfang Yanxu) – a Természetes Kiválasztódás űrhadihajó kapitánya. Felmentik tisztsége alól, mikor a flottaparancsnokság szűrése során bebizonyosodik, hogy a mentális pecsét alanya volt, és így nem tudta megakadályozni, hogy Csang Pej-haj átvegye a hajó feletti teljes irányítást, és elmeneküljön a Földről. Megkísérli az első csapást mérni a többi emberi hajóra abban a meggyőződésében, hogy a hajókon nincs elég tartalék a csillagközi utazáshoz. A Végső Törvény által mért első csapásban hal meg.
- Hszi-ce (pinjin: Xizi) őrnagy – Tudományos tiszt a Kvantumon.

### Falképzők
- Frederick Tyler – az USA egykori védelmi minisztere. Elsődleges terve az volt, hogy kamikáze repülőgépek hatalmas raja jöjjön létre és vegye fel az űrben a harcot a triszoláriszi flottával. Másodlagos terve az volt, hogy a harci gépek távoli irányításával elárulja a Földet, és hatalmas mennyiségű vizet szállít az érkező flotta közelébe. Harmadlagos terve az volt, hogy a harci gépek távoli irányításával hidrogénbombákat robbantson fel közvetlenül az ellenség hajóinál, amikor azok hatótávolságon belülre érkeznek. A faltörője értesítette arról, hogy a robbanások még csak meg sem karcolták volna a triszoláriszi flottát. Mivel nem engedélyezték számára a falképző státuszról való lemondást, inkább öngyilkosságot követett el.
- Manuel Rey Diaz – Venezuela volt elnöke. Elsődleges terve az volt, hogy erős hidrogénbombák kifejlesztésével veszi fel a harcot a triszoláriszi flottával. Másodlagos terve az volt, hogy ezen bombák felrobbantásával lelassítja a Merkúrt, olyan láncreakciót okozva, amely révén a Naprendszer összes bolygóját felemészti a táguló Nap. Hamis atombombákkal zsarolja az ENSZ-t, hogy az megszüntesse falképző státuszát és visszavonulhasson Venezuelába, ahol azonban a feldühödött tömeg halálra kövezi, amiért a Naprendszer elpusztításával fenyegetőzött.
- Bill Hines – angol idegtudós, az EU volt elnöke. Elsődleges terve az volt, hogy felerősíti az emberi intelligenciát kellően magas szintre ahhoz, hogy semlegesítse a szofonok által kikényszerített tudományfejlesztési blokádot. Másodlagos terve az volt, hogy az emberi flotta tagjaiba megmásíthatatlan defetista állapotot ültessen be, amivel az emberiség a harc helyett inkább a menekülést választaná.
- Luo Ji – csillagász és szociológus. A regény bevezetésében Je Ven-csie közli vele a kozmikus szociológia kiinduló axiómáit. A saját faltörőjévé válik, amikor rájön, hogy az axiómák „sötét erdő” állapotot hoznak létre a világűrben, ezért a triszolárisziak elleni egyetlen stratégiai lehetőség a kölcsönösen biztosított megsemmisítés a felek pozíciójának űrbe történő kisugárzásával.

## Az eredeti trilógia
A háromtest-trilógia kötetei:
- A háromtest-probléma (三体), 2006; Pék Zoltán fordításban magyarul, 2018, Európa Könyvkiadó
- A sötét erdő (黑暗森林), 2008; Dranka Anita fordításban magyarul, 2018, Európa Könyvkiadó
- A halál vége (死神永生), 2010; Dranka Anita fordításban magyarul, 2019, Európa Könyvkiadó